# حملة الفاطميين العسكرية على جنوة
حملة الفاطميين العسكرية على جنوة هي حملة ومن أكبر الغارات الإسلامية على الروم، شنتها الخلافة الفاطمية على ساحل لغرية في عامي 934 و935، بلغت ذروتها بالاستيلاء على ميناءها الرئيس جنوة، في 16 آب 935 م. وربما تعرضت سواحل إسبانيا وجنوب فرنسا أيضًا لغارات، ومن المؤكد أن جزيرتي كورسيكا [الإنجليزية] وسردينيا تعرضتا لذلك أيضًا. لقد كان هذا أحد الإنجازات الأكثر إثارة للإعجاب للبحرية الفاطمية .  
في ذلك الوقت كان الفاطميون متمركزين في شمال أفريقيا، وعاصمتهم مدينة المهدية. كانت غارة 934-935 بمثابة ذروة سيطرتهم على البحر الأبيض المتوسط. ولم يعودوا مرة أخرى إلى القيام بغارات على مناطق بعيدة بهذا القدر من النجاح. كانت جنوة ميناءً صغيرًا في مملكة إيطاليا. ليس من المعروف مدى ثراء جنوة في ذلك الوقت، ولكن يُنظر إلى التركيز الفاطمي عليها لدى البعض على أنه دليل على حيوية اقتصادية معينة.

## الغارة
وبحسب المصادر الإسلامية، غادر أسطول من السفن المهدية بقيادة يعقوب بن إسحاق في 18 حزيران 934 (7 رجب 322) لمهاجمة الروم. ولم تتفق المصادر على عدد السفن: فيقول ابن الأثير ثلاثين، بينما يقول عماد الدين عشرين. وبحسب عماد الدين، "في الطريق صادف [يعقوب] سفن الرومي المحملة بالبضائع؛ فأسرها."
ثم اقترب الأسطول الفاطمي من جنوة من الغرب، من اتجاه الأندلس، بعد أن أبحر على ما يبدو على طول الساحل وعبر خليج الأسد. في مرحلة ما، أصبحت جنوة، التي وصفها عماد الدين بأنها "مدينة محصنة جيدًا"، الهدف الرئيس للغارة. على الرغم من أن مدنًا أخرى، بما في ذلك بيزا، ربما تعرضت للهجوم، إلا أنه لم يتم ذكر أي منها في المصادر الموجودة. تشير بعض المصادر إلى أن كورسيكا وسردينيا تعرضتا أيضًا لغارات، ربما أثناء رحلة العودة من جنوة إلى المهدية. وفي جنوة، دارت المعارك خارج أسوار المدينة ثم في شوارع المدينة لاحقًا. وبعد أن سيطرت القوات الفاطمية على المدينة، تعرضت للنهب والحرق في 16 آب 935، وفقًا لابن الأثير. عاد الأسطول إلى المهدية في 28 آب 935 (26 رمضان 323)، بعد اثني عشر يومًا من الحملة.
وعند عودة يعقوب إلى المهدية، حقق له الخليفة احتفالًا. وبحسب عماد الدين، "عُرض الأسرى وزُين الأسطول"، بينما "دخل يعقوب المدينة مرتديًا أجمل ملابسه". ثم تشاور مع الخليفة القائم، جالسًا في دار البحر الخاصة، وعُرض عليه أي مبلغ من المال يطلب توزيعه على الجنود، وهو الطلب الذي يقول عماد الدين إن الخليفة احترمه. من المهم معرفة أن الروايات الإسلامية معظمها سُنية وقد تحاول تشويه الدولة التي يختلفون معها مذهبيًّا.

## الإرث
إن سردية مدى الدمار الذي لحق بجنوة معروف فقط من المصادر الأدبية اللاتينية، والتي تميل إلى المبالغة. ويذكر الذهبي أن عدد أسرى النساء بلغ ألف امرأة، بينما يذكر عماد الدين أن عدد الأسرى بلغ ثمانية آلاف. كلا الرقمين مرتفعان للغاية بحيث لا يمكن تصديقهما، ويُعتقد أنه بسبب الاختلاف المذهبي. ومع ذلك، ربما كانت المدينة خالية من السكان تمامًا لعدة سنوات بعد هذه الحملة.
أدّت الحملة العسكرية على جنوة في عام 935 إلى بعض المناقشات حول ما إذا كانت جنوة في أوائل القرن العاشر "أكثر من قرية صيد" أو مدينة تجارية نابضة بالحياة تستحق الهجوم. يزعم بنيامين كيدار [الإنجليزية]، المسؤول عن لفت انتباه العلماء إلى الأهمية المحتملة لعماد الدين في هذه المسألة، أن الكتان والحرير الخام المذكورين ضمن الغنائم التي حملها الفاطميون هي دليل على التجارة مع العالم الإسلامي. ويرى هذه الأشياء ضمن "الكنوز" التي ذكرها ليودبراند. وأما عماد الدين فهو مصدر متأخر. إن المصادر الوثائقية المعاصرة مفقودة تمامًا. لم تبق على قيد الحياة أعداد كبيرة من المواثيق الجنوية إلا من النصف الثاني من القرن العاشر فصاعدًا، وهي ما يستدل به الأوروبين دليلًا في حد ذاتها لنتيجة الدمار الذي حدث في عام 935، بينما يرى بعض الأوروبيين المعاصرين على أن هذا دليل أن جنوة لم تكن مدينة كبيرة كما يُحاول آخرون تثبيته.
في أواخر القرن الثالث عشر، اعتقد جاكوبو دا فاراجيني [الإنجليزية] أن الأسطول الجنوي [الإنجليزية] كان بعيدًا عندما هاجم الفاطميون. وبعد عودته، طارد المهاجمين وأنقذ الأسرى، ولكن لا يوجد دليل قوي على أي هذا.

## ملحوظات
1. 1 2 3 4 5 6  Lev (2012).
2. 1 2 3 4 5  Picard (2018).
3. 1 2 3  Balzaretti (2013).
4. ↑  Squatriti (2007).
5. 1 2 3 4  Stanton (2015).
6. 1 2  Kedar (1997).
7. 1 2  Graziani (2009).
8. ↑  Pavoni (1992).
9. 1 2  Epstein (1996).